# Parthenodes dabiusalis
Parthenodes dabiusalis là một loài bướm đêm trong họ Crambidae.